# Atomic

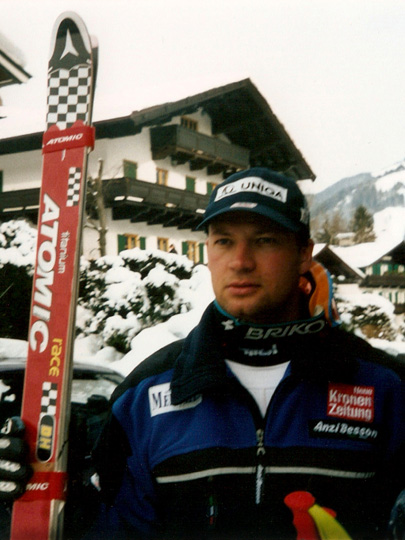
Stephan Eberharter z nartami Atomic, Kitzbühel 2000

Atomic – austriacki producent nart i innego sprzętu narciarskiego.
Firma powstała w 1955 roku, a głównym inwestorem był Alois Rohrmoser.
Siedziba firmy mieści się w Altenmarkt. Produkty firmy Atomic są bardzo rozpowszechnione w świecie, jest to jedna z najpopularniejszych firm produkujących sprzęt narciarski obok
Elana, Rossignola, Heada, Salomona oraz Fischera.
Do Teamu Atomic należą między innymi: Janne Ahonen, Thomas Morgenstern, Anders Bardal, Tom Hilde, Hermann Maier, Giorgio Rocca, Markus Larsson (należał także Bode Miller), czy wielu skoczków narciarskich.

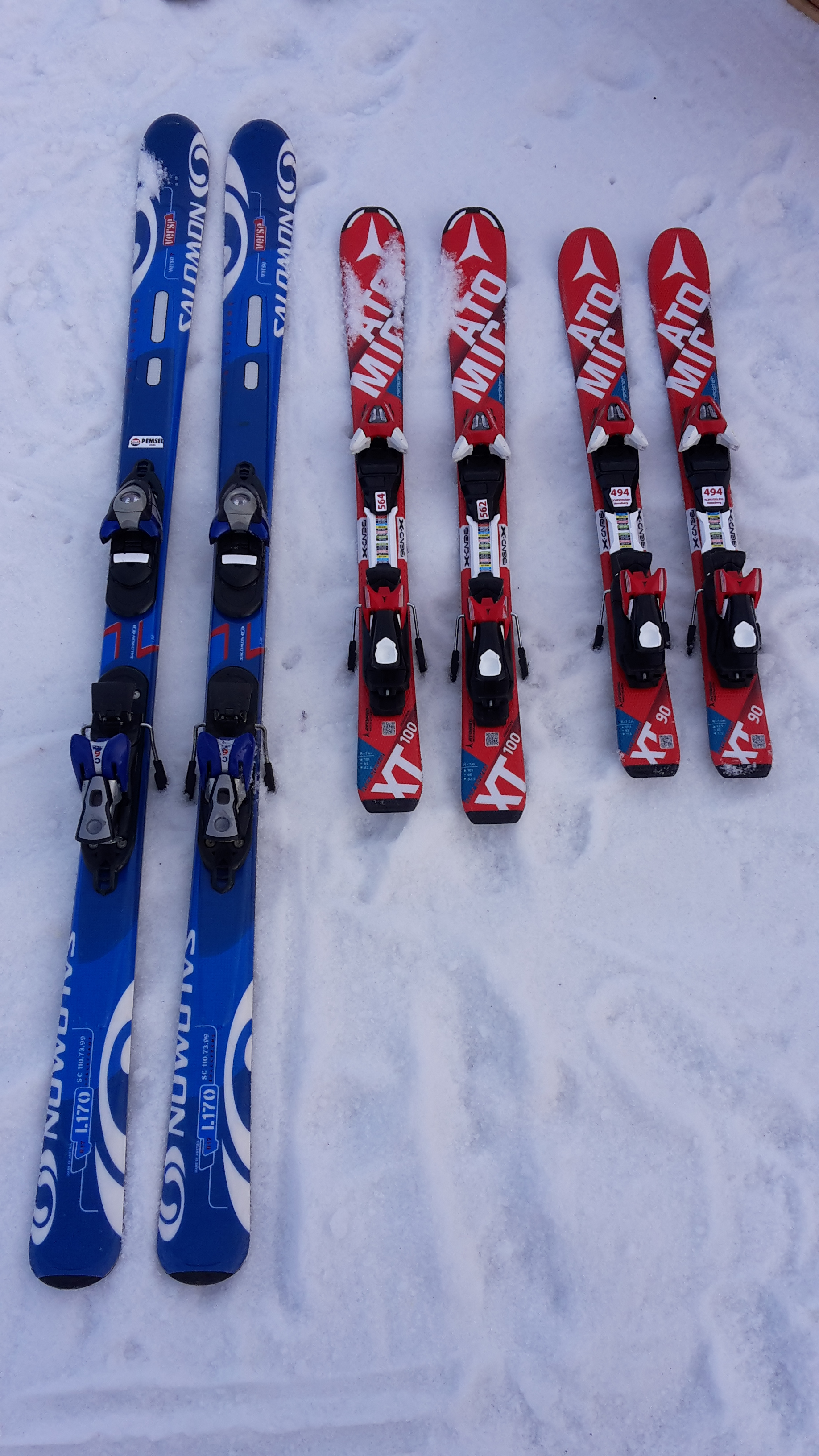
Salomon/Atomic